# Кошевицька волость
Кошевицька волость — історична адміністративно-територіальна одиниця Порецького повіту Смоленської губернії з центром у селі Кошевичі.
Станом на 1885 рік складалася з 62 поселення, 17 сільських громад. Населення — 4572 особи (2208 чоловічої статі та 2364 — жіночої), 594 дворових господарства.
|                     | Площа, десятин | У тому числі орної, дес. |
| ------------------- | -------------- | ------------------------ |
| Сільських громад    | 17258          | 6234                     |
| Приватної власності | 54             | 39                       |
| Казенної власності  | 403            | —                        |
| Іншої власності     | 36             | 30                       |
| Загалом             | 17751          | 6303                     |

Найбільші поселення волості станом на 1885:
- Кошевичі — колишнє власницьке село при річці Бороздіна за 40 верст від повітового міста, 318 осіб, 48 дворів, існували православна церква, школа, богодільня.